# Paratriodonta atlantis
Paratriodonta atlantis är en skalbaggsart som beskrevs av Baraud 1961. Paratriodonta atlantis ingår i släktet Paratriodonta och familjen Melolonthidae. Inga underarter finns listade i Catalogue of Life.